# بيناسكا
بيناسكا هي بلدية في مدينة تورينو الحضرية ,بالتحديد في المنطقة الإيطالية بيدمونت ، وتقع على بعد حوالي 40 كيلومتر (25 ميل) جنوب غرب تورينو في فال تشيسوني .
تقع بيناسكا على حدود البلديات التالية: جيافينو وبيروزا الأرجنتين وكوميانا وبينيرولو وفروساسكو وسان بيترو فال ليمينا و اينفيرسو بيناسكا و فيلار بيروز .

## روابط خارجية
- Official website